# التعديل الثالث والعشرون لدستور الولايات المتحدة

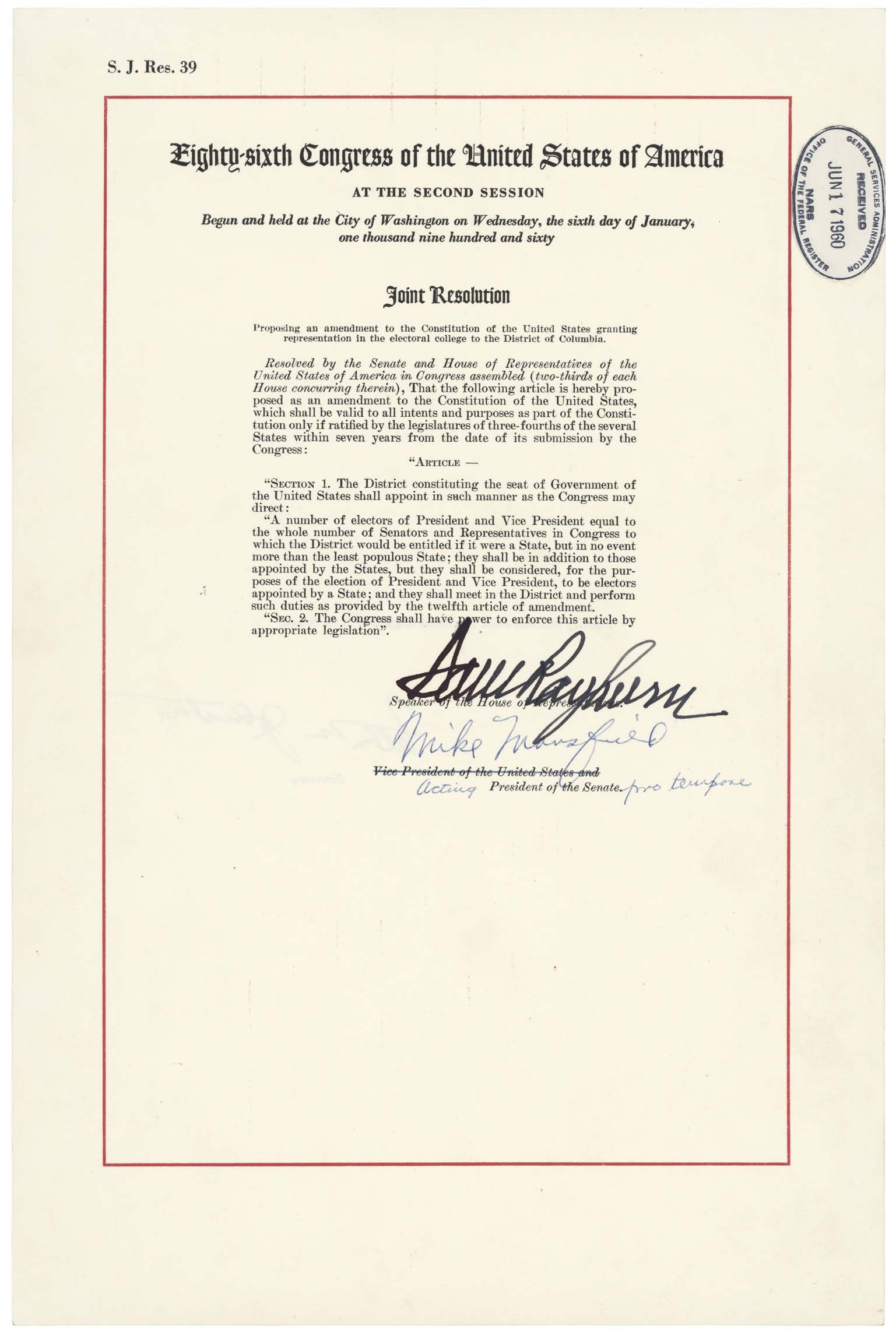
قرار مشترك يقترح التعديل الثالث والعشرين لدستور الولايات المتحدة.

يمدد التعديل الثالث والعشرون لدستور الولايات المتحدة (بالإنجليزية: Twenty-third Amendment to the United States Constitution) الحق في المشاركة في الانتخابات الرئاسية لمقاطعة كولومبيا. يمنح التعديل ناخبي المقاطعة في الهيئة الانتخابية كما لو كانت ولاية، على الرغم من أنه لا يمكن أن يكون للمنطقة ناخبون أكثر من الولاية الأقل اكتظاظًا بالسكان. يتولى الكونغرس تحديد طريقة تعيين الناخبين، وقد اقترح الكونغرس السادس والثمانون التعديل الثالث والعشرين في 16 يونيو عام 1960؛ تم التصديق عليه من قبل العدد المطلوب من الدول في 29 مارس عام 1961.
ينصّ الدستور على أن كل ولاية تحصل على ناخبين رئاسيين مساوين لعدد المقاعد المجمعة في مجلسي الشيوخ والنواب. نظرًا لأن مقاطعة كولومبيا ليست ولاية، لم يكن يحق لها الحصول على أي ناخبين قبل اعتماد التعديل الثالث والعشرين. في وقت مبكر من عام 1888، فضل بعض الصحفيين وأعضاء الكونغرس إجراء تعديل دستوري لمنح الأصوات الانتخابية للمقاطعة، لكن مثل هذا التعديل لم يحظ بتأييد واسع النطاق حتى صعود حركة الحقوق المدنية في الخمسينيات. لم يُنظر إلى التعديل على أنه إجراء حزبي، وتم التصديق على التعديل من قبل الرئيس دوايت أيزنهاور وكلا مرشحي الحزب الرئيسيين في الانتخابات الرئاسية لعام 1960. جعل التصديق على التعديل المنطقة الكيان الوحيد غير الولايات الذي لديه أي تمثيل في الهيئة الانتخابية.
كانت أول انتخابات رئاسية شاركت فيها مقاطعة كولومبيا هي انتخابات عام 1964. بدءًا من تلك الانتخابات، كانت مقاطعة كولومبيا تضم باستمرار ثلاثة أعضاء فيالهيئة الانتخابية، وهذا هو العدد الأدنى الضمني دستوريًا الذي يحق لها الحصول عليه؛ وعلى الرغم من التقييد الراسخ في الدستور لعدد الناخبين، فإن سكان المقاطعة لم يصلوا قط إلى العتبة التي كان يحق فيها لولا ذلك الحصول على أكثر من ثلاثة. منذ إقرار التعديل الثالث والعشرين، تم الإدلاء بجميع الأصوات الانتخابية للمقاطعة باستثناء صوت واحد لمرشحي الحزب الديمقراطي للرئاسة. لم يمنح التعديل الثالث والعشرون حقوق التصويت للمقاطعة في الكونغرس، ولم يمنح المنطقة الحق في المشاركة في العملية التي تسمح بتعديل الدستور. تم اقتراح تعديل دستوري فاشل للقيام بذلك من قبل الكونغرس في عام 1978، لكن لم يتم التصديق عليه من قبل دول كافية لاعتماده. يفضل العديد من مواطني المقاطعة إقامة دولة أو المزيد من التعديلات الدستورية لمعالجة هذه القضايا.

## النص
عدد من ناخبي الرئيس ونائب الرئيس يساوي العدد الكامل لأعضاء مجلس الشيوخ والنواب في الكونغرس الذين يحق للمقاطعة الانضمام إليهم إذا كانت ولاية، لكن ليس في أي حال من الأحوال أكثر من الولاية الأقل اكتظاظًا بالسكان؛ يكونون بالإضافة إلى أولئك الذين تعينهم الدول، لكن يعتبرون، لأغراض انتخاب الرئيس ونائب الرئيس، ناخبين تعينهم دولة ما؛ ويجتمعون في المقاطعة ويؤدون الواجبات المنصوص عليها في المادة الثانية عشرة من التعديل.

## الخلفية
تمنح قواعد دستور الولايات المتحدة لتكوين مجلس النواب ومجلس الشيوخ مقاعد صريحة للولايات ولا كيانات أخرى. وبالمثل، يتم توزيع الناخبين في الهيئة الانتخابية على الولايات، وليس على الأقاليم أو المنطقة الفيدرالية. الإشارة الرئيسية إلى المنطقة الفيدرالية هي في المادة الأولى، القسم 8 من الدستور الذي يمنح الكونغرس سلطة «ممارسة التشريع الحصري في جميع الحالات، على هذه المنطقة (لا تتجاوز عشرة أميال مربعة) كما يمكن، عن طريق التنازل عن ولايات معينة، وقبول الكونغرس، أن تصبح مقر حكومة الولايات المتحدة». في وقت مبكر، كانت المقاطعة صغيرة جدًا وريفية بحيث لا تستحق مقعدًا افتراضيًا في مجلس النواب على أي حال، مع أقل من 30،000 نسمة.
في عام 1888، تم تقديم مشروع قانون لتعديل الدستور في الكونغرس من قبل السناتور هنري بلير من نيو هامبشاير لمنح مقاطعة كولومبيا حقوق التصويت في الانتخابات الرئاسية، لكنه لم يلقى النجاح. نشر ثيودور دبليو نويس، كاتب صحيفة واشنطن إيفنينغ ستار، عددًا من القصص لدعم حقوق التصويت في العاصمة. ساعد نويس أيضًا في تأسيس اللجنة المشتركة للمواطنين حول التمثيل الوطني لمقاطعة كولومبيا، وهي مجموعة مواطنين ضغطت على الكونغرس لتمرير تعديل يوسع حقوق التصويت في العاصمة. توفي نويس في عام 1946، لكن اللجنة المشتركة للمواطنين استمرت، وبدأ يُنظر إلى قضية حقوق التصويت في المقاطعة على أنها مماثلة لحركة الحقوق المدنية. تطور الانقسام بين المدافعين عن سلطة أكبر للمنطقة بعد الحرب العالمية الثانية. دعمت صحيفة واشنطن إيفنينغ ستار، التي استمرت في قالب نويس، تمثيل العاصمة في الكونغرس والهيئة الانتخابية، لكنها عارضت «الحكم الذاتي» (رؤساء البلديات المنتخبين محليًا والمجالس ذات السلطة الفعلية، بدلًا من الحكم المباشر من قبل الكونغرس). ومع ذلك، دعمت صحيفة واشنطن بوست «الحكم الذاتي» والحقوق المدنية، لكنها عارضت التمثيل الكامل للمنطقة. بالإضافة إلى ذلك، في حين أن العديد من الأشخاص الذين قادوا الحملة كانوا ديمقراطيين ليبراليين، كانت مقاطعة كولومبيا في الخمسينيات من القرن الماضي متوازنة إلى حد ما في تأثيرها المحتمل على التصويت؛ كان للديمقراطيين تفوق طفيف على الجمهوريين، على الرغم من أن الجمهوريين في المقاطعات في الخمسينيات كانوا ليبراليين وفقًا للمعايير الوطنية. وبالتالي، فإن التعديل لمنح المنطقة سلطات تصويت متزايدة كان قادرًا على الحصول على دعم من الحزبين بطريقة كانت ستصبح أكثر صعوبة لاحقًا. كان 28٪ فقط من المقاطعة أمريكيين من أصل أفريقي وفقًا لإحصائيات عام 1940، وكان السكان السّود صغارًا مقارنة بالسكان الآخرين، ما جعل الناخبين أصغر بسبب سن الاقتراع البالغ 21 عامًا. نما هذا إلى أن وصل نسبة 54٪ في تعداد عام 1960، لكن وفقًا لعالم السياسة كليمنت إي فوس، «أدت عوامل مختلفة - قلة الخبرة في التصويت والإعاقات التعليمية ومتطلبات الإقامة وقوانين الرعاية الاجتماعية والنبذ الاجتماعي قبل قانون حقوق التصويت لعام 1965 - إلى تقليل تسجيل الأشخاص السّود والتصويت بشكل عام.